# Bursuc, Nisporeni
Bursuc este un sat din raionul Nisporeni, Republica Moldova. Aici este amplasată mănăstirea Hîncu.

## Administrație și politică
Componența Consiliului local Bursuc (9 consilieri), ales la 5 noiembrie 2023, este următoarea:
|  | Partid                                       | Consilieri | Componență | Componență | Componență | Componență | Componență |
|  | -------------------------------------------- | ---------- | ---------- | ---------- | ---------- | ---------- | ---------- |
|  | Partidul Social Democrat European            | 5          |            |            |            |            |            |
|  | Partidul Socialiștilor din Republica Moldova | 3          |            |            |            |            |            |
|  | Partidul Acțiune și Solidaritate             | 1          |            |            |            |            |            |